# Цвітково (Добринське сільське поселення)
Цвітково (рос. Цветково) — селище Гур'євського міського округу, Калінінградської області Росії. Входить до складу Добринського сільського поселення.
Населення —  5 осіб (2015 рік). 

## Населення
| 2002 | 2010 |
| ---- | ---- |
| 6    | ↘5   |